# 배이타운 작전
베이타운 작전(Operation Baytown)은 1943년 9월 3일 레조디칼라브리아에서 영국의 13군단과 독일의 76기갑군단 사이에 일어난 제2차 세계 대전의 이탈리아 전역의 작전이다. 연합군의 레조디칼라브리아 상륙을 목표로 진행되었다.